# Betliar
Betliar (in ungherese Betlér, in tedesco Betler) è un comune della Slovacchia facente parte del distretto di Rožňava, nella regione di Košice.